# Кирю, Ёсихидэ
Ёсихидэ Кирю (род. 15 декабря 1995, Хиконе, Сига) — японский бегун на короткие дистанции. Действующий рекордсмен мира среди юношей в беге на 100 метров. 29 апреля 2013 года на мемориале Микио Ода повторил мировой рекорд среди юниоров на дистанции 100 метров, показав результат 10,01.
Выступал на чемпионате мира 2013 года в беге на 100 метров, но не смог пройти в полуфинал.